# アウグスト (ザクセン＝ラウエンブルク公)
アウグスト（August, 1577年2月17日 - 1656年1月18日）は、ザクセン＝ラウエンブルク公（在位：1619年 - 1656年）。息子全員が早世したため、異母弟のユリウス・ハインリヒが跡を継いだ。

## 生涯
ザクセン＝ラウエンブルク公フランツ2世とその最初の妻でポメラニア＝ヴォルガスト公フィリップ1世の娘マルガレーテ・フォン・ポンメルン＝ヴォルガストの間に生まれた。
アウグストは公位の継承後、ザクセン＝ラウエンブルクの首都を1616年にラウエンブルク・アン・デア・エルベの居城（1180年から1182年にベルンハルト3世により着工）が焼失した後、フランツ2世が首都としていたノイハウスからラッツェブルクに移転した。
三十年戦争の間、アウグストは常に中立を保ったが、行軍する外国軍に対する宿と食料の提供は公領内の住民にとって大きな負担となった。

## 結婚と子女
アウグストは2度結婚した。1621年3月5日、ホルシュタイン＝ゴットルプ公ヨハン・アドルフの娘エリーザベト・ゾフィー（1599年12月12日 - 1627年11月25日）とフースムで結婚した。2人の間には以下の子女が生まれた。
- ゾフィー・マルガレーテ（1622年8月6日 - 1637年3月6日）
- フランツ・アウグスト（1623年7月4日 - 1625年4月19日）
- アンナ・エリーザベト（1624年8月23日 - 1688年5月27日） - 1665年4月2日にリューベックにおいてヘッセン＝ホンブルク方伯ヴィルヘルム・クリストフと結婚
- ジビッレ・ヘートヴィヒ（1625年7月30日 - 1703年8月1日） - 1654年に従兄弟で後のザクセン＝ラウエンブルク公フランツ・エルトマンと結婚
- ヨハン・アドルフ（1626年10月22日 - 1646年4月23日）
- フィリップ・フリードリヒ（1627年11月11日 - 1627年11月16日）

1633年6月4日、オルデンブルク伯ヨハン7世の娘カタリーナ・フォン・オルデンブルク（1582年9月20日 - 1644年2月29日）と結婚した。この結婚では子供が生まれなかった。